# 顧居仁
顧居仁，號若涵。四川蜀府儀衛司軍籍華陽縣（今屬雙流縣）人，明朝政治人物。

## 生平
萬曆三十一年癸卯科舉人，任河南裕州學正，四十一年（1613年）登癸丑科進士。授江西寧都縣知縣，徙廬陵縣。